# Gayungan (plaats)
Gayungan is een bestuurslaag in het regentschap Surabaya van de provincie Oost-Java, Indonesië. Gayungan telt 10.982 inwoners (volkstelling 2010).